# Kavan Reece
Kavan James Reece (ur. 4 sierpnia 1979 w Los Angeles) – amerykański aktor filmowy i telewizyjny, znany głównie dzięki występom w takich produkcjach jak Żyć szybko, umierać młodo, Train i Grizzly Park.

## Życie prywatne
Syn Roba Reece’a. 8 czerwca 2007 ożenił się z Brandy Howard.
Ma czarny pas w taekwondo.
Ma 185 cm wzrostu.

## Filmografia

### Filmy
- 2002: Żyć szybko, umierać młodo jako Przystojny Dunce
- 2008: Train jako Sheldon

### Seriale TV
- 1999: Moda na sukces jako Brian
- 2000: Różowe lata siedemdziesiąte jako Chip
- 2000: Dni naszego życia jako dzieciak
- 2000: Szał na Amandę jako Jamie Bradford
- 2001: Buffy: Postrach wampirów jako Justin
- 2004: Hotel Dante jako Toby
- 2011: CSI: Kryminalne zagadki Nowego Jorku jako Leo